# Mercatone Uno-Bianchi 1998
Questa voce raccoglie le informazioni riguardanti la squadra Mercatone Uno nelle competizioni ufficiali ciclistiche della stagione 1998.

## Stagione
La squadra partecipò durante la stagione alle gare del circuito UCI.

## Organico

### Staff tecnico
GM=General manager; DS=Direttore sportivo.
|  | Naz.              | Ruolo | Sportivo             |  |  |  |
|  | ----------------- | ----- | -------------------- |  |  |  |
|  | Italia (bandiera) | GM    | Luciano Pezzi        |  |  |  |
|  | Italia (bandiera) | GM    | Franco Cornacchia    |  |  |  |
|  | Italia (bandiera) | DS    | Giuseppe Martinelli  |  |  |  |
|  | Italia (bandiera) | DS    | Alessandro Giannelli |  |  |  |
|  | Italia (bandiera) | DS    | Davide Cassani       |  |  |  |

### Rosa
|  | Naz.              |  | Sportivo                     | Anno |  |  |
|  | ----------------- |  | ---------------------------- | ---- |  |  |
|  | Italia (bandiera) |  | Marco Artunghi               | 1969 |  |  |
|  | Italia (bandiera) |  | Sergio Barbero               | 1969 |  |  |
|  | Italia (bandiera) |  | Simone Borgheresi            | 1968 |  |  |
|  | Italia (bandiera) |  | Maurizio Caravaggio          | 1976 |  |  |
|  | Italia (bandiera) |  | Stefano Checchin             | 1967 |  |  |
|  | Italia (bandiera) |  | Roberto Conti                | 1964 |  |  |
|  | Italia (bandiera) |  | Davide Dall'Olio             | 1969 |  |  |
|  | Italia (bandiera) |  | Marco Fincato                | 1970 |  |  |
|  | Italia (bandiera) |  | Fabiano Fontanelli           | 1965 |  |  |
|  | Italia (bandiera) |  | Riccardo Forconi             | 1970 |  |  |
|  | Italia (bandiera) |  | Stefano Garzelli             | 1973 |  |  |
|  | Russia (bandiera) |  | Dmitrij Konyšev              | 1966 |  |  |
|  | Italia (bandiera) |  | Massimiliano Napolitano      | 1973 |  |  |
|  | Italia (bandiera) |  | Gianmario Ortenzi (stagista) | 1976 |  |  |
|  | Italia (bandiera) |  | Marco Pantani                | 1970 |  |  |
|  | Italia (bandiera) |  | Oscar Pelliccioli            | 1965 |  |  |
|  | Italia (bandiera) |  | Giusvan Piovaccari           | 1973 |  |  |
|  | Italia (bandiera) |  | Massimo Podenzana            | 1961 |  |  |
|  | Italia (bandiera) |  | Marcello Siboni              | 1965 |  |  |
|  | Italia (bandiera) |  | Mario Traversoni             | 1972 |  |  |
|  | Italia (bandiera) |  | Marco Velo                   | 1974 |  |  |

## Ciclomercato
| Maurizio Caravaggio     | neo pro                          |
| Marco Fincato           | Roslotto                         |
| Fabiano Fontanelli      | MG Boys Maglificio               |
| Riccardo Forconi        | Amore & Vita                     |
| Dmitrij Konyšev         | Roslotto                         |
| Massimiliano Napolitano | neo pro                          |
| Gianmario Ortenzi       | Sicc Cucine Componibili, neo pro |
| Marco Velo              | Brescialat                       |

| Dario Bottaro        | Ros Mary        |
| Fabrizio Settembrini | Estepona        |
| Beat Zberg           | Rabobank        |
| Markus Zberg         | Post Swiss Team |